# Мастер Сан Франческо Барди

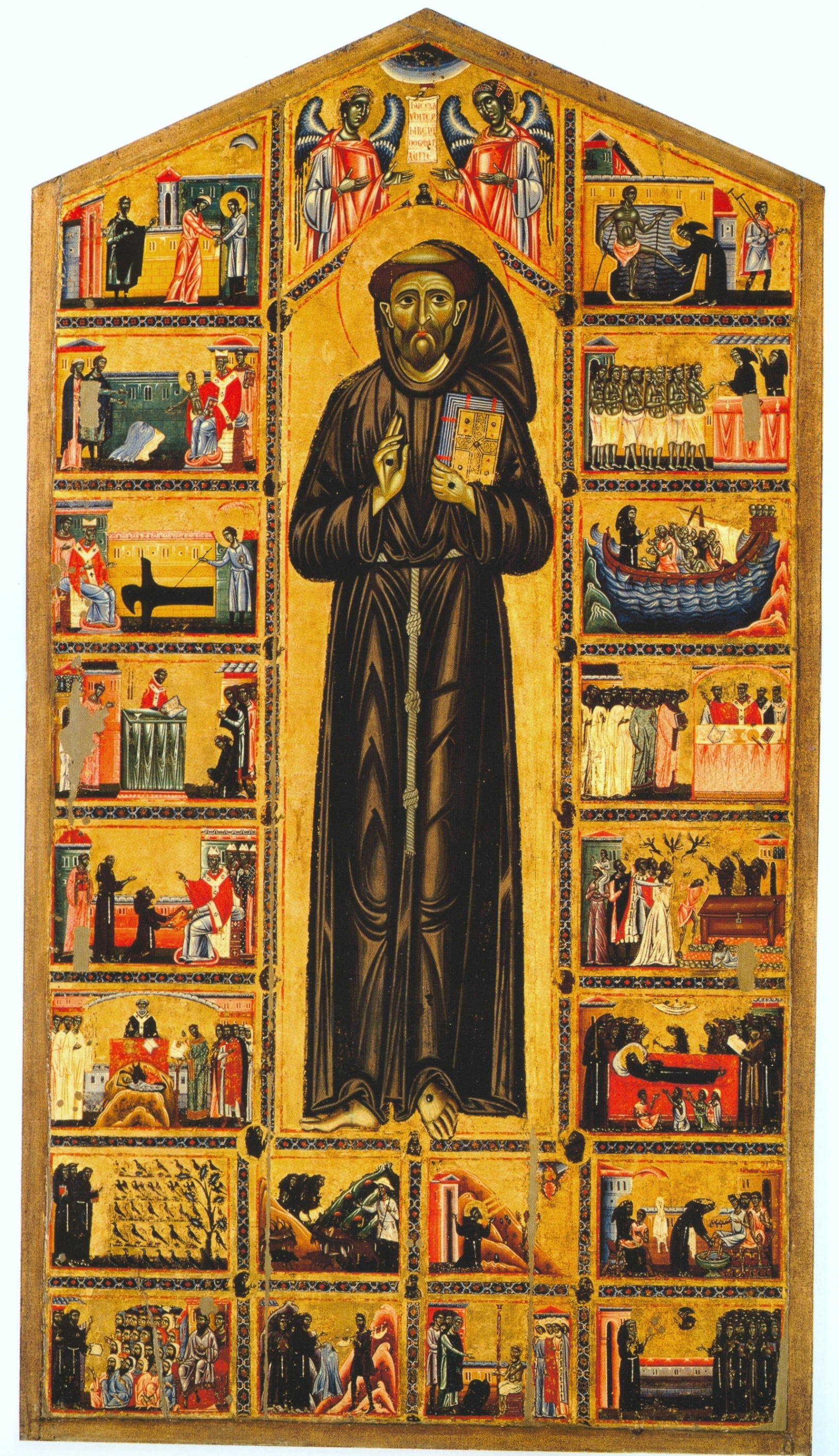
Мастер Сан Франческо Барди. Святой Франциск и сцены из его жизни. Между 1250 и 1270. Дерево, темпера, золочение. Церковь Санта-Кроче, Флоренция

Мастер Сан Франческо Барди (итал. Maestro del San Fracesco Bardi, англ. Master of The Bardi Saint Francis, предположительно работал в 1240—1270 годах) — живописец итальянского проторенессанса.
«Мастером Сан Франческо Барди» назвал анонимного художника, автора большого алтарного образа «Святой Франциск и сцены из его жизни» из капеллы Барди во флорентийской церкви Санта-Кроче, известный исследователь итальянской живописи Эдвард Гаррисон. Эта картина, написанная в характерной для середины XIII века византийской манере, и приписываемая флорентийскому мастеру, давно является предметом дискуссий. Джорджо Вазари в XVI веке считал, что её написал Чимабуэ, который создал много произведений для церкви Санта-Кроче. В XX веке исследователи увидели в картине руку оригинального, но неизвестного мастера, а ряд специалистов исходя из анализа некоторых особенностей прибавили к его произведениям ещё два экспоната из галереи Уффици — «Стигматизация Святого Франциска» и большой расписной крест с распятым Христом и страстным циклом (так называемый «Крест № 434»). С таким положением согласились далеко не все. В наше время, несмотря на то, что специалисты признают во всех трёх произведениях наличие особенностей флорентийской школы, принята точка зрения, согласно которой они были написаны до эпохи Джотто, а их создателями считают разных художников. «Стигматизацию Святого Франциска» и «Крест № 434» относят к работам лукканской мастерской Берлингьери, или флорентийскому мастеру, работавшему в близкой манере (обычно его именуют «Мастер креста № 434»), а саму виновницу споров, картину «Святой Франциск и сцены из его жизни» считают работой Коппо ди Марковальдо или Бароне Берлингьери.
Существует предположение, что Мастер Сан Франческо Барди может быть также автором «Мадонны с Младенцем на троне» из собрания ГМИИ им. Пушкина, инв. 2700.